# Luc Morissette
Pour les articles homonymes, voir Morissette.
Luc Morissette est un acteur québécois né le 3 juillet 1942 à Windsor et mort le 29 avril 2025. Il est inscrit au Dictionnaire des artistes du théâtre québécois depuis 2008.

## Biographie
Né le 3 juillet 1942 à Windsor, Luc Morissette est le second fils de Raoul Morissette, médecin, et Berthilla Bourassa, secrétaire de direction. Il est aussi le frère du journaliste Rodolphe Morissette, mort en 2013.

### 1942-1969
Il a fait ses études primaires à l'Académie du Sacré-Cœur de Windsor de 1948 à 1953, puis son cours classique au Séminaire de Sherbrooke, de 1953 à 1962. Bachelier ès art, il a enseigné l’anglais au Collège du Mont Ste-Anne de Sherbrooke de 1962 à 1963.
En 1963, il a obtenu le trophée du meilleur acteur dans un rôle de premier plan au Dominion Drama Festival, à Kitchener (Canada) pour le rôle d’Estragon dans la production de En attendant Godot, de Samuel Beckett par l’Atelier de Sherbrooke. De 1963 à 1966, il obtient un baccalauréat et une maîtrise en philosophie à l'Université Laval, suivis de deux ans d’étude au programme du Master en sciences de la famille et de la sexualité à l'Université de Louvain en Belgique de 1966 à 1968. En 1968 et en 1969, il a été interne au Center for Human Communication de Los Gatos en Californie, où, profondément influencé par l'École de Palo Alto, il suit une formation en thérapie familiale et en thérapie de groupe. En 1969, il est agréé Child, Marriage and Family Therapist dans l’État de la Californie.

### 1969-1980
De retour à Montréal, Luc Morissette a pratiqué la psychothérapie en cabinet privé pendant 15 ans, de 1969 à 1984. Durant ces années, il a également suivi une formation en analyse bioénergétique avec Stanley Keleman et Alexander Lowen. Pendant cette période, il travaillait comme thérapeute familial et professeur clinique à l’Hôpital du Sacré-Cœur, Pavillon Albert-Prévost. Il a aussi été directeur du Département des Sciences sociales à l’Institut Philippe-Pinel de Montréal de 1969 à 1972. De 1972 jusqu’en 1979, il est chargé de formation pratique puis professeur-adjoint au Département de communication de l’Université de Montréal. il est en outre conférencier ou professeur invité à l'Université de Sherbrooke, l'Université Laval, l'Université du Québec à Trois-Rivières, l'Université de Californie à Santa Cruz et à l'Institut Esalen en Californie.
Il termine sa carrière universitaire comme professeur-substitut au Rassemblement en animation et recherches culturelles à l’UQAM de 1978 à 1980. En 1978, il est engagé comme professeur de bioénergie à l’École nationale de théâtre, poste qu’il occupe jusqu’en 1990.

### 1980-2025
Il sera enfin professeur de jeu, de mouvement et de texte à l’École professionnelle de théâtre du Collège Lionel-Groulx de 1984 à 2007. Il est également co-auteur de deux livres et d’une vingtaine d’articles dans des revues spécialisées (Interprétation, Sociologie et Société, Anthropologie, Cahiers de Théâtre Jeu, etc.). Depuis 1980, il pratique le métier de comédien majoritairement au théâtre, mais aussi au cinéma, à la radio et à la télévision.

### Rôles marquants
En 39 ans, il a joué dans plus de cinquante productions à la scène. Ses rôles marquants sont nombreux : François 1er dans Vie et mort du roi boiteux de Jean-Pierre Ronfard, Vendôme dans Les Cauchemars du grand monde de Gilbert Turp, Léo Girard dans La Nuit des p'tits couteaux de Suzanne Aubry, Ulysse dans Le Cyclope d’Euripide, le contrebassiste dans La Contrebasse de Patrick Suskind, Gubetta dans Lucrèce Borgia de Victor Hugo, masque de la meilleure production de Montréal en 1997, Pécuchet dans Gustave n'est pas moderne d'Armando Llamas, Vincent van Gogh dans L'Ange et le Corbeau de Francis Montmart, où il s'est mérité une nomination au Masque de la meilleure interprétation masculine en 1995, et Théo Steiner dans Toujours l'Orage d'Enzo Cormann.
Il a joué dans plus de 35 films, dont Nelligan de Robert Favreau, Le Party de Pierre Falardeau, L'Idée noire de Mireille Dansereau, Familia de Louise Archambault et Mémoires affectives de Francis Leclerc, Transit de Christian De la Cortina et The Timekeeper de Louis Bélanger.
Il a enfin été de plus de 35 téléséries et téléromans au petit écran : District 31, Unité 9, 19-2, The Art of More, Les Pêcheurs, Série Noire, Nos étés, Prochaine station, René Lévesque, Les Ex et Les Super mamies de Lise Payette.

## Formation
| Année     | Diplôme                                                 | Endroit                                                                                             | Enseignant(e)                      |
| --------- | ------------------------------------------------------- | --------------------------------------------------------------------------------------------------- | ---------------------------------- |
| 2006      | Atelier de jeu clownesque                               | | Jacqueline Gosselin                |
| 1993      | Atelier sur le jeu de l'acteur                          | | Eugene Lyon                        |
| 1992      | Atelier Tchekov                                         | | Kim Yaroshevskaya                  |
| 1990      | Stage en doublage                                       | Parlimage Inc.                                                                                      | Claudine Chatel                    |
| 1981-1982 | Stage sur le jeu d'acteur                               | | André Brassard                     |
| 1969-1974 | Multiples stages intensifs                              | Center for Energetic studies, Kerkeley, Californie et Institute for Bioenergetic Analysis, New York | Stanley Keleman et Alexander Lowen |
| 1968-1969 | Internat                                                | Center for Human Communication de Los Gatos, Californie                                             |                                    |
| 1966-1968 | Master en science de la famille et de la sexualité      | Université de Louvain en Belgique                                                                   | Scolarité seulement                |
| 1963-1966 | Maîtrise en philosophie                                 | Université Laval, Québec                                                                            |                                    |
| 1959-1963 | Baccalauréat ès Arts (biologie, lettres et philosophie) | Université de Sherbrooke                                                                            |                                    |
| 1959-1963 | Centre d'arts Orford                                    | Stages variés                                                                                       |                                    |

## Expériences professionnelles

### Théâtre
| Année     | Titre et auteur                          | Auteur de la pièce                                                     | Rôle                        | Metteur en scène                                | Notes                                                                          |
| --------- | ---------------------------------------- | ---------------------------------------------------------------------- | --------------------------- | ----------------------------------------------- | ------------------------------------------------------------------------------ |
| 2019      | Rouge-grenat                             | Isabel Dos Santos                                                      | L'Homme                     | Martin Desgagnés                                | Festival Théâtre Tout Court                                                    |
| 2018      | La Peine des jours                       | Olivier sylvestre                                                      | Yvon                        | Martin Desgagnés                                | Festival Théâtre Tout Court                                                    |
| 2017-2018 | Jaunes et rouges brillent les étoiles    | Pénélope Bourque                                                       | Aimé                        | Véronique Bossé                                 | Lecture publique, Festival ZH, 2017 Résidence d’exploration, CALQ 2018         |
| 2015      | Les têtes baissées                       | Mickael Lamoureux                                                      | Marcel                      | Louis-Karl Tremblay                             | TIL.T                                                                          |
| 2013-2014 | Le dragon d'or                           | Roland Schimmelpfennig                                                 | L'homme de plus de 60 ans   | Mireille Camier                                 | Quitte ou double et Décalage                                                   |
| 2013      | Les Atrides                              | (Adaptation libre des textes d’Eschyle, Euripide, Sénèque et Sophocle) | Le vieillard                | Louis-Karl Tremblay                             | Point d'orgue                                                                  |
| 2009-2011 | Encore une fois sur le fleuve            | Jacques Prévert                                                        | Charlot le téméraire        | Gabrielle Néron                                 | Compagnie Le Bureau                                                            |
| 2009      | Rapécédaire                              | Emmanuel Schwartz                                                      | Le grand arbre              | Emmanuel Schwartz                               | Pour le Festival TransAmériques                                                |
| 2009      | Ma vie avec Mozart                       | Éric-Emmanuel Schmitt                                                  |                             | Luc Morissette                                  | Avec l'équipe Spectra                                                          |
| 2008      | Voler si bas                             | Collectif                                                              | Le modèle                   | Normand Carrière                                | Pièce collective avec la Compagniterie                                         |
| 2003      | Toujours l'orage                         | Enzo Cormann                                                           | Théo Steiner                | Ghyslain Filion                                 | Les trois arcs                                                                 |
| 2000      | Tapage nocturne                          | Francis Monmart                                                        | Le père                     | Claude Lemieux                                  | Groupe La Veillée                                                              |
| 1998      | Tout bas... Si bas                       | Lamko Koulsy                                                           | L'homme dans l'arbre        | Martin Faucher                                  | Théâtre de la Manufacture et les Gens d'en bas                                 |
| 1997      | Gustave n'est pas moderne                | Armando Llamas                                                         | Pécuchet                    | Jean-Claude Côté                                | Théâtre de la Récidive                                                         |
| 1997      | Lucrèce Borgia                           | Victor Hugo                                                            | Gubetta                     | Claude Poissant                                 | Théâtre Denise-Pelletier                                                       |
| 1996      | Noëlle en juillet                        | Louise Bombardier                                                      | Le pégreux                  | Benoit Vermeulen                                | Théâtre le Clou                                                                |
| 1996      | Le coup de l'étrier                      | Harold Pinter                                                          | Nicholas                    | Marc Saint-Pierre                               | Atelier de mise en scène du Conservatoire                                      |
| 1999      | L'autoroute                              | Dominique Parenteau-Lebeuf                                             | P'pa                        | Gervais Gaudreault                              | Théâtre le Carousel                                                            |
| 1996      | Conte pour œil avide                     | Carole Nadeau                                                          | Philippe                    | Carole Nadeau                                   | Théâtre le Pont-Bridge                                                         |
| 1995      | Le chapeau de plomb                      | Gilbert Dupuis                                                         | Florent                     | Alain Fournier                                  | Le Carré-Théâtre                                                               |
| 1995      | L'ange et le corbeau                     | Francis Montmart                                                       | Vincent Van Gogh            | Ghyslain Filion                                 | Les Trois arcs et le Théâtre du Gésu                                           |
| 1995      | Faux-fuyants                             | Daniel Beaudoin                                                        | Dupin                       | Daniel Beaudoin                                 | Itinéraires                                                                    |
| 1995      | 1968                                     | Création collective                                                    | Le vieux militant           | Jean-Luc Denis                                  | Le Groupe multidisciplinaire de Montréal                                       |
| 1994      | La Espera                                | Miguel Rétamal                                                         | Multiples rôles             | Guy Beausoleil                                  | Carré-Théâtre                                                                  |
| 1993      | Une petite douleur et l'amant            | Harold Pinter                                                          | Édouard et Richard          | André Haussman                                  | Imago Théâtre                                                                  |
| 1992      | Un monde nouveau                         | Elizabeth Bourget                                                      | Paul Tremblay               | Jean-Luc Denis                                  | Le Groupe multidisciplinaire de Montréal                                       |
| 1991      | Kushapatschican ou la tente tremblante   | Gilbert Dupuis                                                         | Pierre-Louis                | Alain Fournier                                  | Carré-Théâtre                                                                  |
| 1991      | Gaspard                                  | Peter Handke                                                           | Le narrateur                | Jean-Luc Denis                                  | Le Groupe multidisciplinaire de Montréal                                       |
| 1991      | La contrebasse                           | Patrick Süskind                                                        | Le contrebassiste           | Pierre Moreau                                   | Théâtre La Rallonge                                                            |
| 1990      | Alexis                                   | Guy Dufresne                                                           | Zac                         | Mario Boivin                                    | Carré-Théâtre et Tess Imaginaire                                               |
| 1990      | L'honneur perdu de Katharina Blum        | Heinrich Böll                                                          | Beizmenne                   | Serge Denoncourt                                | Théâtre de l'Opsis                                                             |
| 1989      | Penthésilée                              | Von Kleist                                                             | Antiloque                   | Daniel Simard                                   | La Rallonge                                                                    |
| 1989      | La preuve                                | Agota Kristof                                                          | Le curé et l'insomniaque    | Jacques Rossi                                   | Théâtre de la Nouvelle Lune                                                    |
| 1989      | Une demande en mariage                   | Anton Tchekhov                                                         | Stanislavski et Tchouboukov | Serge Denoncourt                                | Nouvelle Compagnie Théâtrale                                                   |
| 1988      | Contes de la zone crépusculaire          | Guy Beausoleil                                                         | Le Wendigo et Towers        | Guy Beausoleil                                  | Carré-Théâtre                                                                  |
| 1988      | Le mariage de Figaro                     | Beaumarchais                                                           | Bazile                      | Jean-Luc Bastien                                | Nouvelle Compagnie Théâtrale                                                   |
| 1988      | Les mensonges de Papa                    | J.-R. Marcoux                                                          | Julien                      | Pierre Rousseau                                 | Théâtre du Sang neuf                                                           |
| 1988      | Le grand cahier                          | Agota Kristof                                                          | Le curé et le père          | Jacques Rossi                                   | Théâtre de la Nouvelle Lune                                                    |
| 1987      | La rupture des eaux                      | Maryse Pelletier                                                       | Edgar                       | Daniel Simard                                   | Théâtre d'Aujourd'hui                                                          |
| 1987      | Les fantômes de Martin                   | Gilbert Turp                                                           | Finster                     | Isabelle Villeneuve                             | Théâtre d'Aujourd'hui                                                          |
| 1987      | La nuit des p'tits couteaux              | Suzanne Aubry                                                          | Léo Girard                  | Jacques Rossi                                   | Tournée du théâtre populaire du Québec                                         |
| 1986      | Les baleines                             | Jean-Raymond Marcoux                                                   | Bernard Gauthier            | Gilbert Lepage                                  | Théâtre d'Aujourd'hui                                                          |
| 1985      | L'année de la grosse tempête             | André Ricard                                                           | Choret                      | André Brassard                                  | Centre National des Arts                                                       |
| 1985      | Le cyclope                               | Euripide                                                               | Ulysse                      | Jean-Pierre Ronfard                             | Nouveau théâtre expérimental                                                   |
| 1984      | Les cauchemars du grand'monde            | Gilbert Turp                                                           | Vendôme                     | Claude Poissant, Jean-Luc Denis et Gilbert Turp | Théâtre Petit à Petit                                                          |
| 1983      | La passion de Juliette                   | Michelle Allen                                                         | Vincent                     | Michelle Allen                                  | Les Productions Germaine-Larose                                                |
| 1983      | Coeur de verre                           | Serge Marois                                                           | Le père                     | D. Langfelder et C. Gadouas                     | L'Arrière-Scène                                                                |
| 1983      | Cigogne                                  |                                                                        | Homme-castelet              | Robert Gravel                                   | Nouveau théâtre expérimental                                                   |
| 1982      | Quand je serai grande                    | Abla Faroud                                                            | Tous les hommes             | Louise Laprade                                  | Théâtre Expérimental des Femmes                                                |
| 1982      | Peurs                                    |                                                                        | Le samouraï                 | Robert Gravel                                   | Nouveau théâtre expérimental                                                   |
| 1982      | Vie et mort du roi boiteux               | Jean-Pierre Ronfard                                                    | Rôles multiples             | Jean-Pierre Ronfard                             | Nouveau théâtre expérimental                                                   |
| 1981      | Le pays dont la devise est je m'oublie   | Jean-Claude Germain                                                    | Berthelot Petitboire        | Pierre Gobeil                                   | Le Théâtre de l'Atelier                                                        |
| 1981      | La terre est trop courte, Violette Leduc | Jovette Marchessault                                                   | Jean Genet                  | Pol Pelletier                                   | Théâtre Expérimental des Femmes                                                |
| 1981      | Pour toi je changerai le monde           | Madeleine Greffard                                                     | Rôles multiples             | J.-G. Sabourin et A. Bédard                     | Théâtre de la Grande République                                                |
| 1979      | Parlez-moi donc du cul de mon enfance    | Luc Morissette et Paul-André Fortier                                   | Paul                        | Paul-André Fortier et Ginette Laurin            | Danse-théâtre Paul-André Fortier                                               |
| 1963      | En attendant Godot                       | Samuel Beckett                                                         | Estragon                    | Roger Thibault                                  | L'Atelier de Sherbrooke/Trophée du Meilleur acteur au Festival DDF à Kitchener |

### Cinéma
| Année | Titre                                                | Rôle                              | Réalisation                   | Maison de production               | Notes             |
| ----- | ---------------------------------------------------- | --------------------------------- | ----------------------------- | ---------------------------------- | ----------------- |
| 2024  | Se fondre                                            | Le détenu à la marchette          | Simon Lavoie                  | Simon Lavoie                       | Long-métrage      |
| 2021  | Misanthrope                                          | Old Timer                         | Damian Szifron                | Misanthrope Productions            | Long-métrage      |
| 2020  | Best Sellers                                         | Joseph Standbridge                | Lina Roessler                 | Atomic Autumn Productions          | Long-métrage      |
| 2019  | Le soir où j'ai rencontré le vieil homme à vélo      | Le vieil homme                    | Stephan Sirois                | Barsi                              | Court-métrage     |
| 2018  | Il pleuvait des oiseaux                              | Romain                            | Louise Archambault            | Les Films Insiders                 | Long-métrage      |
| 2017  | L'Horloge                                            | Le père                           | Alexandre Richard             | Cinéarcale                         | Court-métrage     |
| 2016  | L'autre côté de novembre                             | Le vieux monsieur                 | Maryanne Zéhil                | Mia Productions                    | Long-métrage      |
| 2016  | Generation Wolf                                      | Polanski                          | Christian de la Cortina       | M39 Productions                    | Long-métrage      |
| 2015  | Obamas: A Story of Love, Faces and Birth Certificate | Robert                            | Moussa Djigo                  | Mood Indigo Films                  | Long-métrage      |
| 2015  | Chasse-galerie: la légende                           | Curé Simard                       | Jean-Philippe Duval           | Films du boulevard                 | Long-métrage      |
| 2014  | Un parallèle plus tard                               | Directeur de la firme de sécurité | Sébastien Landry              | Axia Films                         | Long-métrage      |
| 2014  | Henri Henri                                          | Père d'Henri vieux                | Martin Talbot                 | Gaïa Films et Christal Films       | Long-métrage      |
| 2014  | Ville-Marie                                          | Le patient                        | Gui Édoin                     | Max films                          | Long-métrage      |
| 2014  | Ceci n'est pas un polar                              | Vieil homme pensif                | Patrick Gazé                  | K-Films Amérique                   | Long-métrage      |
| 2013  | Meetings with a Young Poet                           | Vladimir                          | Rudy Barichello               | Item 7                             | Long-métrage      |
| 2013  | La brimbale et le cerf-volant                        | Luc                               | Jean-Nicolas Ohron            |                                    | Court-métrage     |
| 2013  | Happy Slapping                                       | Chief                             | Christos Sourligas            | One Man Band Films                 | Long-métrage      |
| 2012  | Sur la route                                         | Old Tramp                         | Walter Salles                 | MK2 Productions                    | Long-métrage      |
| 2011  | Mesnak                                               | Jean-Marie Fontaine               | Yves Sioui-Durand             | Kunakan Productions                | Long-métrage      |
| 2011  | Laurentie,                                           | Père de Louis                     | Mathieu Denis et Simon Lavoie | Métafilms inc                      | Long-métrage      |
| 2009  | The Timekeeper                                       | Bullcook                          | Louis Bélanger                | Coop Vidéo de Montréal             | Long-métrage      |
| 2009  | Journal d'un coopérant                               | Paul                              | Robert Morin                  | Coop Video Montréal                | Docu-fiction      |
| 2008  | Transit                                              | Jean-Pierre                       | Christian de la Cortina       | Walk of Fame Entertainment         | Long-métrage      |
| 2006  | À mi-chemin                                          | L'homme                           | Guillaume Fortin              | Pierre-Mathieu Fortin              | Court-métrage     |
| 2005  | Familia                                              | Docteur Leclerc                   | Louise Archambault            | Christal Films                     | Long-métrage      |
| 2004  | Mémoires affectives                                  | Gros-Pierre                       | Francis Leclerc               | Palomar Films                      | Long-métrage      |
| 2003  | L'Entrepôt                                           | Jean                              | Jean-Sébastien Beaulne        | Bass Film                          | Court-métrage     |
| 2003  | Il était une fois le Québec rouge                    | Le narrateur                      | Marcel Simard                 | Virage                             | Documentaire      |
| 2003  | La couleur du mensonge                               | The Street Photographer           | Robert Benton                 | The Humain Stain                   | Long-métrage      |
| 1999  | L'idée noire                                         | Le père                           | Mireille Dansereau            | ONF                                | Docu-fiction      |
| 1998  | La fenêtre                                           | Charles                           | Monique Champagne             | La Fenêtre                         | Long-métrage      |
| 1997  | L'Appel de la forêt                                  | Perreault                         | Peter Svatek                  | Wildogs Films                      | Long-métrage      |
| 1994  | L'autre côté de la lune                              | Le missionnaire et le chef Indien | Fernand Dansereau             | ONF                                | Docu-fiction      |
| 1993  | Le passage du nord-ouest                             | Le routier                        | Bernard Dumont                | Cadrage                            | Long-métrage      |
| 1992  | Un amour aveugle                                     | François                          | Raymond Saint-Jean            | Agent Orange                       | Court-métrage     |
| 1992  | L'automne sauvage                                    | Paul Taillefer                    | Gabriel Pelletier             | Cléo 24                            | Long-métrage      |
| 1991  | Nelligan                                             | David Nelligan                    | Robert Favreau                | Marie-Andrée Vinet et Doris Girard | Long-métrage      |
| 1990  | Le party                                             | Curé                              | Pierre Falardeau              | ACPAC                              | Long-métrage      |
| 1989  | On a pus les parents qu'on avait                     | Le père                           | Nicole Chicoine               | ONF                                | Court-métrage     |
| 1987  | Urgence                                              | Le cardiologue                    | Colin Low                     | ONF                                | Documentaire IMAX |
| 1987  | Singulier pluriel                                    | Le père                           | Nicole Chicoine               | ONF                                | Docufiction       |
| 1987  | La ligne brisée                                      | Le médecin                        | Robert Favreau                | ONF                                | Moyen-métrage     |

### Télévision
| Date | Titre                         | Rôle                    | Réalisateur(trice)    | Maison de production      | Notes                      |
| ---- | ----------------------------- | ----------------------- | --------------------- | ------------------------- | -------------------------- |
| 2021 | Nuit blanche                  | Adam Ross               | Sébastien Gagné       | Pixom                     | Télésérie                  |
| 2021 | Discussions avec mes parents  | Lucien Limoge           | Pascal L'Heureux      | Guillaume Lespérance      | Télésérie                  |
| 2020 | Clash Saison 2                | Rémi Ducharme           | Daniel Méthot         | Aetios                    | Télésérie                  |
| 2020 | C'est comme ça que je t'aime  | Jacques                 | Jean-François Rivard  | Pour vivre ensemble       | Télésérie                  |
| 2019 | Fugueuse Saison 2             | Couteau                 | Eric Tessier          | Encore Télévision         | Télésérie                  |
| 2019 | Mon fils                      | Père                    | Marilou Wolfe         | Productions Mon fils      | Télésérie                  |
| 2018 | The Detectives II             | Allen Ellis             | John Lecuyer          | CBC                       | Télésérie                  |
| 2018 | Les Pays d'en haut IV         | Polydore Cornellier     | Yan Lanouette Turgeon | LBH INC                   | Télésérie                  |
| 2017 | District 31                   | Jean-Guy Ledoux         | Catherine Therrien    | Aetios                    | Télésérie                  |
| 2016 | 19-two                        | Louis le fleuriste      | Louis Choquette       | Sphère                    | Version anglophone de 19-2 |
| 2016 | Les pêcheurs IV               | Paul Verdier            | Pascal L'Heureux      | Juste pour rire           | Télésérie                  |
| 2016 | Quand l'amour rend aveugle    | Propriétaire du motel   | Multiples             | Groupe PVP                | Docufiction                |
| 2015 | Unité 9                       | Commissaire responsable | Jean-Philippe Duval   | Aetios                    | Télésérie                  |
| 2015 | The Art of More               | Kenny Druzinsky âgé     | Gary Fleder           | Sold Productions          | Télésérie                  |
| 2015 | Série noire                   | Frank Arcand            | Jean-François Rivard  | Radio-Canada              | Télésérie                  |
| 2013 | Rêves d'acteur                | Chef amérindien         |                       | Encore télévision         | Télésérie                  |
| 2013 | Le contrat                    | Paul Gélinas            | Guillaume Fortin      | Anémone Films             | Docufiction                |
| 2012 | Inheriting Trouble            | Tony                    |                       | CMJ productions           | Docufiction                |
| 2010 | Toute la vérité               | Bruno McDonald          | Brigitte Couture      | Sphère Média              | Télésérie                  |
| 2009 | Musée Éden                    | Fonctionnaire           | Alain Desrochers      | SRC                       | Télésérie                  |
| 2005 | Nos étés                      | Fernand Bélanger        | Francis Leclerc       | Duo Productions et Cirrus | Télésérie                  |
| 2005 | Les ex                        | Jean-Pierre Archambault | Frédéric D'Amours     | Sovimage                  | Télésérie                  |
| 2005 | Prochaine station             | Mgr Fabre               | Pierre Duceppe        | Virages                   | Docufiction                |
| 2005 | Rumeurs                       | Jacques Laberge         | Pierre Théoret        | SRC                       | Télésérie                  |
| 2003 | Metropolis                    | Hypererides             | Jannes Schler         | Pixcom                    | Télésérie                  |
| 2002 | Les super mamies              | Gilles Bérubé           | Christian Martineau   | SRC                       | Téléroman                  |
| 2001 | Fortier                       | Royer                   | François Gingras      | Aetios                    | Télésérie                  |
| 2000 | Jules Verne                   | Père Beausoleil         | Gabriel Pelletier     | Filmline                  | Télésérie                  |
| 1998 | Réseaux                       | Marc-André Laberge      | Gabriel Pelletier     | Cinélande et SRC          | Télésérie                  |
| 1998 | La maison des rêves (Quai #1) | Lucas Barrière          | François Bouvier      | SDA                       | Télésérie                  |
| 1993 | Les grands procès             | Coroner McMahon         | Mark Blandford        | SRC                       | Télésérie                  |
| 1993 | Les Olden                     | Shawney Victoire        | Roger Legault         | Télé-Métropole            | Téléroman                  |

### Radio
| Date | Titre de la dramatique         | Nom de l'émission                | Réalisation          | Production   |
| 2002 | Café new-yorkais               | Atelier de théâtre radiophonique | Lyne Meloche         | Radio-Canada |
| 2001 | Kutchapachican                 | Théâtre en direct                | Lyne Meloche         | Radio-Canada |
| 2000 | Le petit orteil                | Alexis Martin présente           | Lucie Ménard         | Radio-Canada |
| 1999 | Y ment                         | Théâtre en direct                | Lyne Meloche         | Radio-Canada |
| 1998 | La chambre dérobée             | Les nuits blanches               | Lucie Ménard         | Radio-Canada |
| 1997 | Bartyhélémy le scribouillard   | La nouvelle du Mardi             | Lucie Ménard         | Radio-Canada |
| 1992 | La Re-découverte de l'Amérique | Atelier de théâtre radiophonique | Jean-Pierre Saulnier | Radio-Canada |
| 1992 | Les Fils de la liberté         | Atelier de théâtre radiophonique | Lyne Meloche         | Radio-Canada |
| 1991 | La Grève des téléphones        | atelier de théâtre radiophonique | Jean-Pierre Saulnier | Radio-Canada |
| 1990 | Le taxi                        | Atelier de Théâtre radiophonique | Jean-Pierre Saulnier | Radio-Canada |
| 1986 | Guest House                    | atelier de théâtre radiophonique | Jean-Pierre saulnier | Radio-Canada |

### Séries web
| Année       | Titre                             | Rôle              | Auteur       | Réalisateurs                  |
| ----------- | --------------------------------- | ----------------- | ------------ | ----------------------------- |
| 2013 à 2016 | Claire et Michel, le documentaire | Le père de Michel | Gabriel Doré | Gabriel Doré et Yves Whissell |

### Publications
- Morissette, Luc, La formation au métier d'acteur: écrits sur parole, Dramaturges Éditeurs, Montréal, 2021, 270 pages
- Morissette, L., Mes saisons de théâtre, Cahier de théâtre Jeu, #129, 2008, pp.102-107.
- Morissette, L. Pourquoi je lis Jeu, Cahier de théâtre Jeu, #100, 2001, pp.170-171.
- Morissette, L. et Riel, M. Guide des nouvelles thérapies : Les outils de l’espoir, Québec-Science Éditeur, Québec, 1984, 281 pages.
- Brunel, G. et Morissette, L. Guérison et ethno-étiologie populaire. Anthropologica, XXI, 1, 1979, pp. 43-73
- Morissette, L. et St-Jean, L. L’utilisation du «jeu historique» dans un groupe de formation. Sociologie et Sociétés, 9, 2, novembre 1977, pp.181-193.
- Morissette, L., St-Arnaud, Y., Tessier, R., Sévigny, R. Table ronde : le métier de psychosociologue au Québec. Sociologie et Sociétés, 9, 2, novembre 1977, pp.148-180.
- Sévigny, R. et Morissette, L. (réalisé sous la direction de) Psychologie, sociologie, intervention. Numéro thématique de la revue Sociologie et Sociétés, Presses de l’Université de Montréal, 9 2, automne 1977, 200 pages.
- Taylor, J., Moles, A., Laplante, L., Morissette, L., Brault, M. Communication et vie quotidienne. Actes du XVe Congrès des sociétés de philosophies de langue française, vol II, Montréal, 1973, pp. 432-459.
- Morissette, L. Lettre ouverte à un condamné…, Le Jour, 10 mars 1976, p.19.
- Morissette, L. Vivre à cul-de-sac, Nous, mai 1974.
- Morissette, Luc et Morissette, Rodolphe. Petit manuel de guérilla matrimoniale, Ferron Editeur, Montréal, 1973, 208 pages.
- Morand, C., Toutant, C., Dozois, J., Morissette, L., Thiffeault, A. Impact socio-clinique du déménagement de l’Institut Philippe-Pinel de Montréal, Journal of Canadian Correction. 14, 1, janvier 1972, Ottawa, pp. 55-68.
- Morissette, L. (réalisateur) De Bordeaux à Pinel : 1969-1970, diaporama de 20 minutes présenté au Congrès national de criminologie, Ottawa, juin 1971.
- Morissette, L. et Avon, C. À la recherche d’une communauté thérapeutique : Pinel 1970. Vidéogramme de 45 minutes présenté au Symposium international sur le traitement du malade mental, criminel et dangereux, Montréal, février 1971.
- Morissette, L., Toutant, C., Côté, M., Dozois, J. La réinsertion sociale à l’Institut Philippe-Pinel de Montréal. Document polycopié présenté au Symposium international sur le traitement du malade mental, criminel et dangereux, Montréal, février 1971.
- Beltrami, E., et Morissette, L. La démission du père: étude familiale de la schizophrénie, Interprétation III, 1 et 2, janvier-juin 1969, pp. 246-263.
- Morissette, L., Beltrami, E., Crombez, J-C., Laurendeau, D. Métacommunication et communication paradoxale, Interprétation II, 4 décembre 1968, pp. 59-72.

### Enseignement
| Année     | Établissement d'enseignement                                                                               |                                                             |  |
| --------- | --- | ----------------------------------------------------------- |  |
| 1983-2007 | Collège Lionel-Groulx                                                                                      | Enseignant en interprétation                                |  |
| 1988-1990 | Cégep de Saint-Hyacinthe                                                                                   | Enseignant en interprétation                                |  |
| 1983-1988 | École supérieure de théâtre de l'UQAM                                                                      | Chargé de cours                                             |  |
| 1978-1989 | École Nationale de théâtre                                                                                 | Professeur                                                  |  |
| 1979-1981 | UQAM | Professeur substitut en animation et recherches culturelles |  |
| 1974-1979 | Université de Montréal                                                                                     | Professeur-adjoint au département de Communication          |  |
| 1969-1974 | Institut Philippe-Pinel de Montréal et Pavillon Albert-Prévost de l'Hôpital du Sacré-Coeur de Cartierville | Travail, enseignement et recherches cliniques               |  |